# Light My Fire
Light My Fire – piosenka amerykańskiego zespołu The Doors. Po raz pierwszy opublikowana na debiutanckim longplayu grupy zatytułowanym The Doors w 1967, oraz singlu w tym samym roku. Autorem muzyki i tekstu był Robby Krieger, gitarzysta zespołu (oprócz drugiej zwrotki, którą napisał Morrison). Utwór znalazł się na pierwszym miejscu rankingu Pop Singles, opublikowanym na łamach amerykańskiego czasopisma Billboard.
Piosenka ta jest jednym z najbardziej znanych utworów The Doors. Była wielokrotnie wykonywana przez artystów, wśród których byli m.in. Astrud Gilberto, Will Young, Amii Stewart, Birth Control, José Feliciano, Nancy Sinatra, Shirley Bassey, Cibo Matto, Divididos, UB40, Massive Attack, Medeski, Scofield, Martin, Wood, Amorphis, Hideto Matsumoto, Minnie Riperton, Stevie Wonder, Al Green, Julie Driscoll, Ananda Shankar, Train, The Challengers, Natalia Oreiro, Erma Franklin, Type O Negative oraz Etta James.
„Light My Fire” jest typowym przykładem psychodelicznego rocka z pozornie improwizowanymi długimi instrumentalnymi partiami solo. Posiada bardzo charakterystyczne intro zagrane przez Raya Manzarka. Piosenka została skrócona z siedmiu do trzech minut dla potrzeb radia, mimo to niektóre rozgłośnie radiowe grały ją w wersji pełnej.
The Doors wykonali „Light My Fire” podczas występu w programie The Ed Sullivan Show. Zostali poproszeni o zmianę części tekstu (przede wszystkim „Girl, we couldn’t get much higher” na „Girl, we couldn’t get much better”), by nie urazić konserwatywnej części publiczności. Jim Morrison jednak nie dotrzymał obietnicy, śpiewając oryginalny tekst (program był realizowany na żywo). Zdenerwowany Ed Sullivan zapowiedział, że już więcej nie zaprosi zespołu do swojego show. Odpowiedzią Morrisona było zdanie „Hey, man, we just did the Sullivan show” („Hej, człowieku, my właśnie zrobiliśmy the Sullivan show”).
W 2004 utwór został sklasyfikowany na 35. miejscu listy 500 utworów wszech czasów dwutygodnika „Rolling Stone”.